# Черепаново
Черепаново (на руски: Черепаново) е град в Русия, административен център на Черепановски район, Новосибирска област. Населението на града към 1 януари 2018 година е 19 610 души.

## История
Селището е основано през 1912 година, през 1925 година получава статут на град.